# Каньєте (Чилі)
Каньєте (ісп. Cañete) — місто в Чилі. Адміністративний центр однойменної комуни. Населення — 19 839 осіб (2002). Місто і комуна входить до складу провінції Арауко і регіону Біобіо.
Територія комуни — 760,4 км². Чисельність населення — 33 040 жителів (2007). Щільність населення — 43,45 чол./км².

## Розташування
Місто розташоване за 113 км на південний захід від адміністративного центру області — міста Консепсьйон та за 31 км на південний схід від адміністративного центру провінції — міста Лебу.
Комуна межує:
- на півночі — з комуною Лос-Аламос
- на сході — з комуною Анголь
- на південному сході — з комуною Контульмо
- на півдні — з комуною Тіруа

На заході комуни розташований Тихий океан.

## Демографія
Згідно з даними, зібраними під час перепису Національним інститутом статистики, населення комуни становить 33 040 осіб, з яких 16 354 чоловіки та 16 686 жінок.
Населення комуни становить 1,67 % від загальної чисельності населення регіону Біобіо. 35,24 % належить до сільського населення та 64,76 % — міське населення.